# タブレット (コンピュータ)

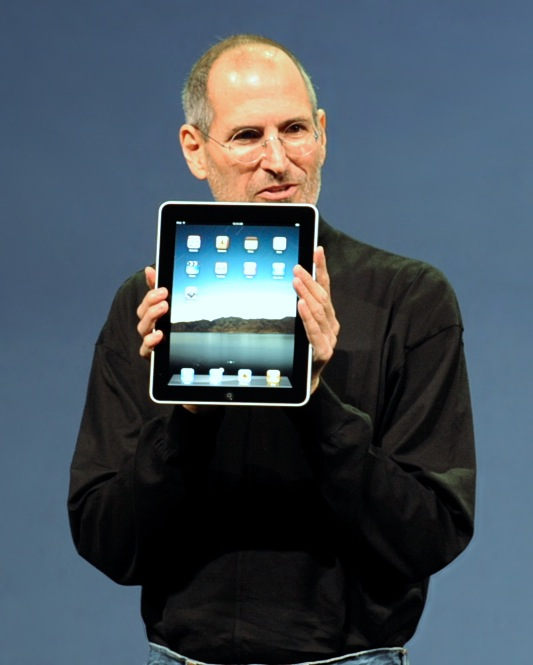
初代iPadを持つスティーブ・ジョブズ（2010年）

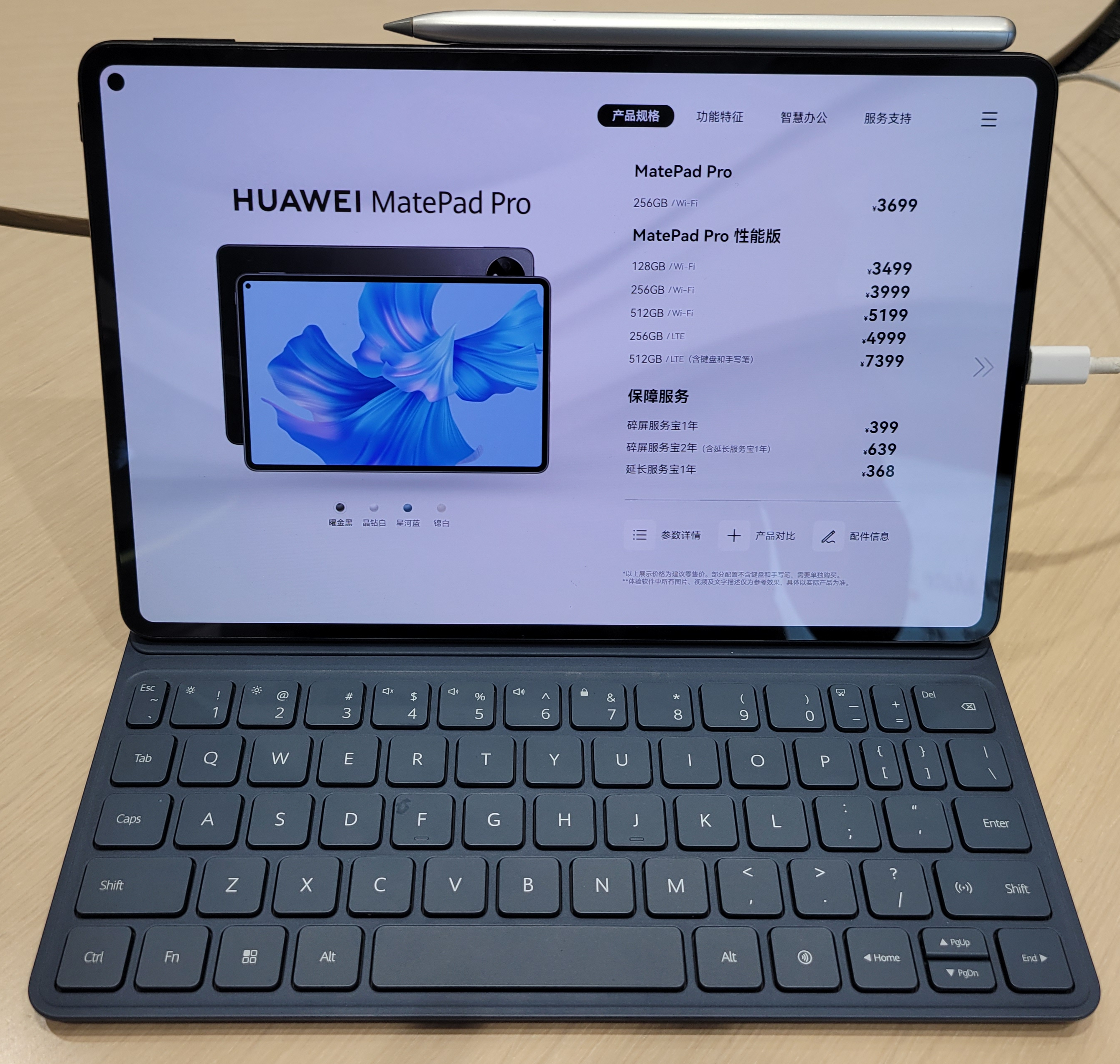
11インチ HUAWEI MatePad

コンピュータにおけるタブレット（英: tablet）、あるいはタブレット型PCとは、板状のオールインワン・パーソナルコンピュータ（もしくはコンピュータ周辺機器）を指すカテゴリー名称である。スレートPCとも呼ぶ。

## 概要
板状の筐体にCPU、メインメモリ、補助記憶装置、表示装置、タッチパネルなどがまとめてあるパーソナルコンピュータの一種である。
20世紀末から様々な試みがなされてきたが、2010年4月3日にAppleのiPadの販売が開始され、大ヒット。さらにこれに続くようにGalaxy TabをはじめとするAndroidタブレットなどが各社から数多くリリースされ、一大市場を形成するに至った。これらはその後、「タブレット型PC」あるいは単に「タブレット」と総称されるようになり、コンピュータネットワーク上のサービスを利用するための端末としての側面に焦点を当てる場合は「タブレット端末」とも呼ばれている。
- iPad（2018年）。 左からiPad Pro 11インチ、iPad Pro 12.9インチ、iPad 9.7インチ。
- iPadとiPad Pro（2018年）の背面
- Amazon Fire HD 8
- Google Pixel（写真はPixel C。2015年）。なお2023年6月20日に新機種Pixel Tabletが発売された。

## 歴史

### 前史
古代から文字や図を書き読むために粘土板や石板（携帯型の黒板を含む）や木の板（木簡など）といった板状の器具が利用されていた。これらのように板状の形状をしていて、書いたり読んだりするためのものがもともと「タブレット」と呼ばれていた。
その類比や連想で、コンピュータ関連でも板状で書いたり読んだりするための装置も「タブレット」と呼ばれることになった。たとえば8ビットパソコンの時代から板状のポインティングデバイスが使われているが、それもやはりその形状から「タブレット」と呼ばれている。 同様に、当記事で説明する板状のパーソナルコンピュータも「タブレット」と総称されることになった。

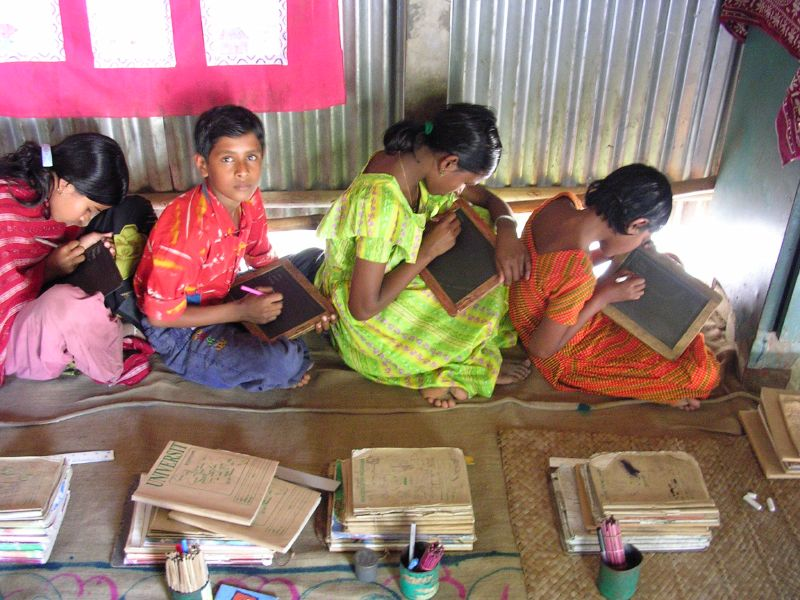
タブレット（石板）に書き取りをして勉強する子供達
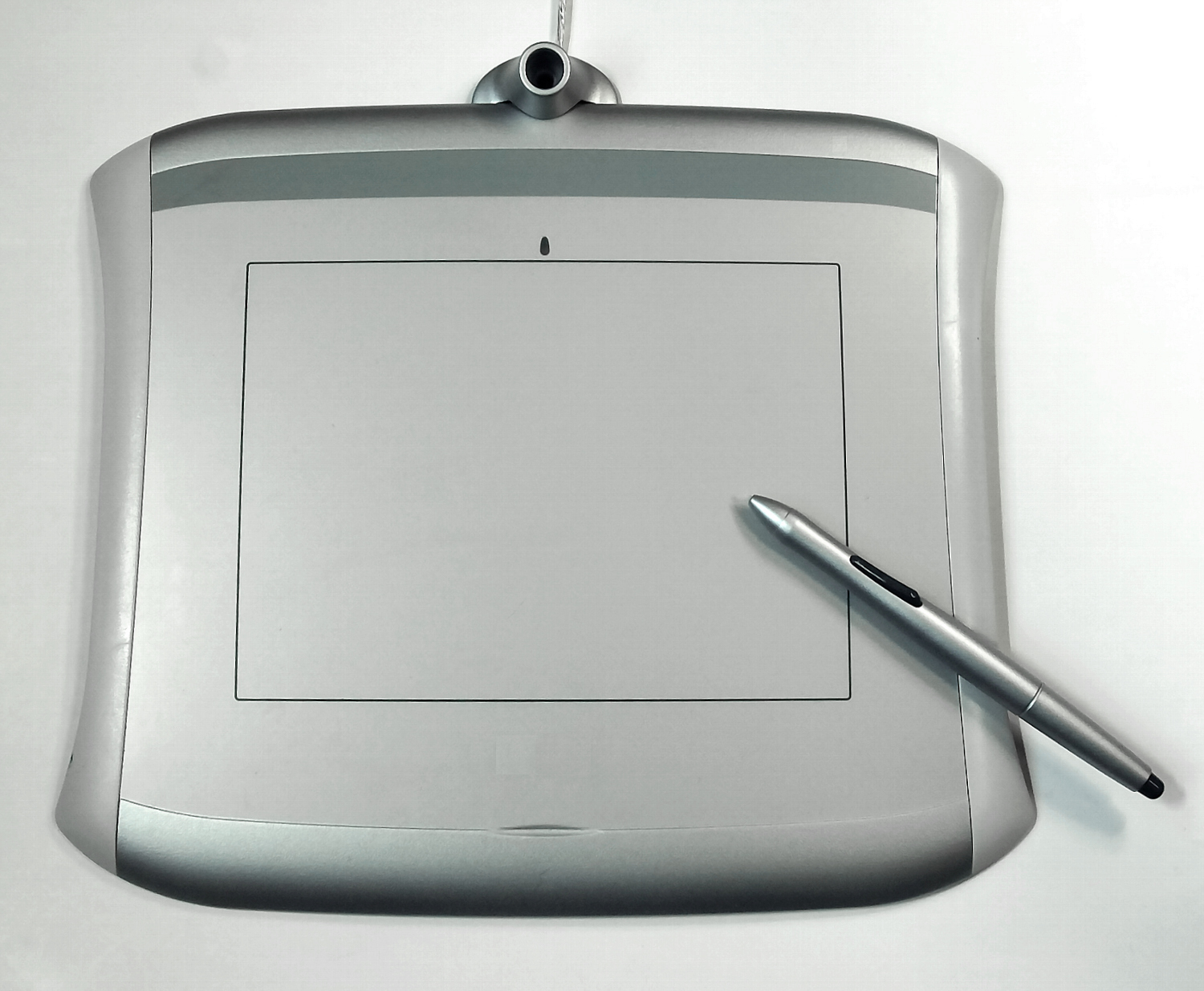
ペンタブレット

### アラン・ケイのコンセプト

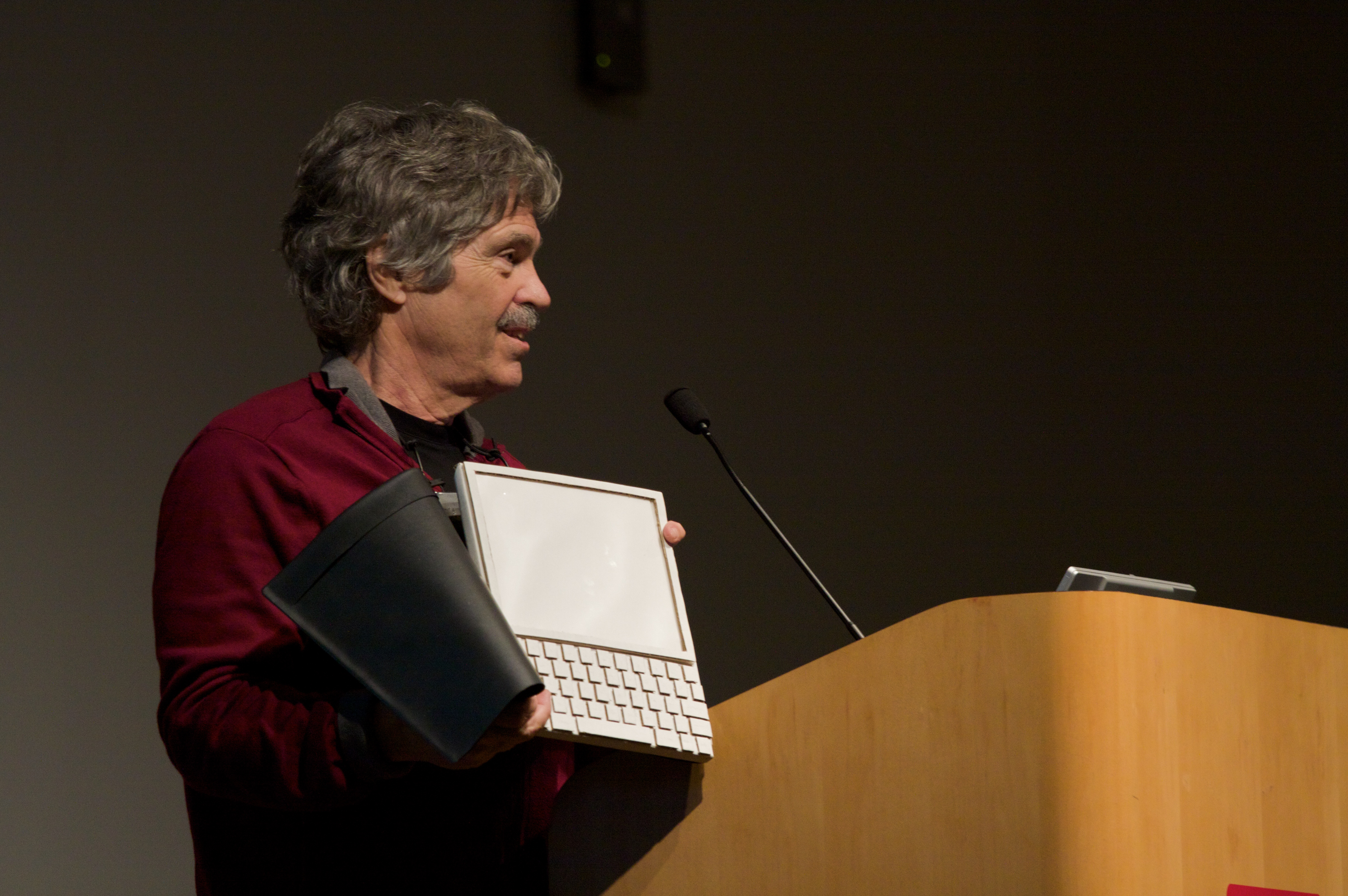
アラン・ケイ（2008）。手にしているのは、彼が1972年に公表したDynabookというコンセプトの模型

アラン・ケイは1968年に子供たちのためにKiddiCompなるものを思いつき、それがDynabookという板状の筐体に画面も内蔵したパーソナルコンピュータのコンセプトへと発展し、それを1972年に公表した。 この板状コンピュータのコンセプト図は、それを見た人々のイマジネーションを大きく刺激することになり、その後のパーソナルコンピュータの開発者たちに大きな影響を与え、今日のノートPCやタブレット型PCの開発へと繋がってゆくことになった。また業務用の板状の電子装置の開発にもつながることになった（右下の写真も参照）。

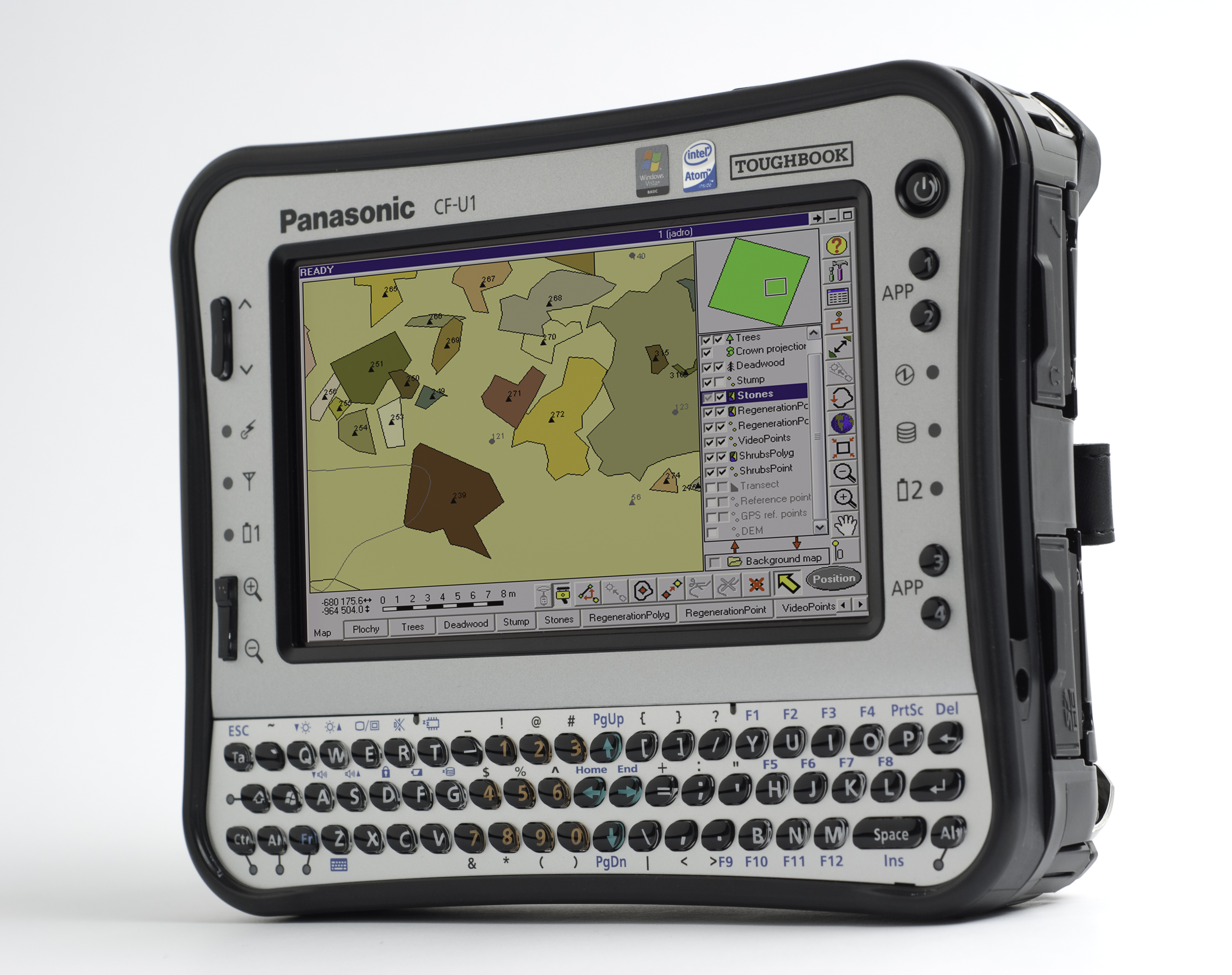
業務用タブレットPC“Panasonic CF-U1”（2008年10月発売）。ラグドコンピュータと呼ばれるハードユースタイプ

なおアラン・ケイの1972年のDynabookというコンセプトでは入力装置としては画面下のキーボードが思い描かれていたが、遡る1965年にE.A. Johnsonによってタッチスクリーン（の最初の素朴なもの）が発明されており、数十年ほどかけて関連特許が増え改良を重ねそれの性能が良くなってから、ついに、形状はDynabookのようなサイズで板状にしておいて、かつ、入力はキーボードやボタンの代わりにタッチスクリーンを採用することが実現できるようになった。
2007年に初代iPhoneが出たときに、アラン・ケイはスティーブ・ジョブズに「画面を5×8インチにしなよ。そうすれば世界を支配できる」と言ったという。

### 草創期のタブレット
Pencept PenPadやCIC Handwriterなどの初期のタブレット型コンピュータに続き、1989年9月にGRiD Systemsは世界初の市販タブレット・コンピュータであるGRiDPadを発売した。GRiDPadはサムスンによって製造された。これら三つのタブレットのOSはいずれもMS-DOSをベースにしていた。
1990年にはソニーから世界初の電子ブックリーダー（電子書籍閲覧用機器）機能を備えた電子辞書として「データディスクマン DD-1」が、1993年にはNECからモノクロ液晶画面の「デジタルブックプレーヤ DB-P1」（1993年）が発売されたが、DD-1の入力装置はキーボードで、DB-P1も画面下のいくつかのボタンで入力し画面はタッチスクリーンではないものだった。いずれも単発ないし短命で終わった。
これらはテキストファイルを液晶画面に表示するようなもので、DD-1は内蔵8cmCD-ROMドライブから、DB-P1に至っては外付けの3.5インチ・フロッピーディスクドライブからデータを読み出して利用した。なお電子辞書端末は、その後は記憶装置にフラッシュメモリ（およびメモリカード）を採用したものに変化し、2020年代においても多機能化を続けつつ市場を維持している。
1993年にPDA・スマートフォンの原型になったといわれるApple Newtonが発売された。

### 家庭用コンピュータからの拡張

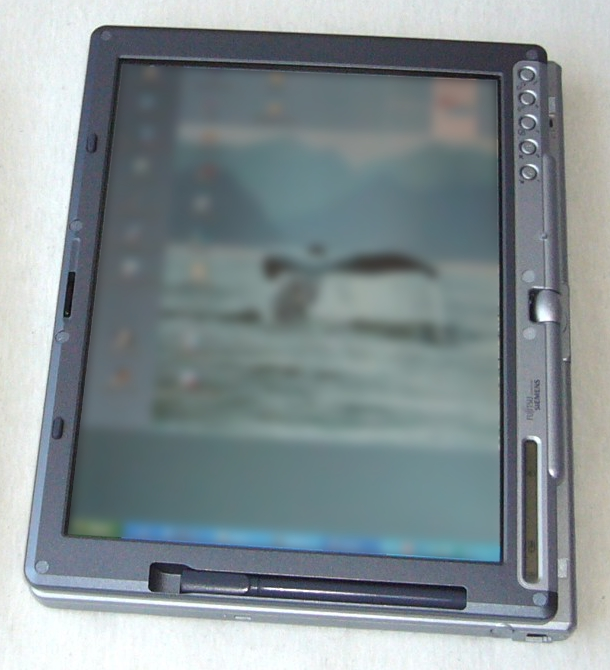
Fujitsu Siemens Lifebook（2003年）

2002年にMicrosoft社よりMicrosoft Windows XP Tablet PC Editionが登場した。これを搭載したものが各社から発売されたが、2002年末当時の価格で主に20万円台という水準で、当時のデスクトップPCよりも割高で、ノートPCと比べても高価格であった。その為、ポータブルデータターミナルのような業務用途・ビジネス用途など限られた分野でしか普及せず、一般への浸透はまだ限られたものだった。
この当時、通信接続ができる装置は主にノートPCとフィーチャーフォン（ただし限定的）だった。一方、既に爛熟期にあった携帯情報端末は通信機能が無かった。またデジタルメディアプレーヤーのような機器は、まだ据え置き型のセットトップボックスのような機器があるだけで、携帯型のものは登場していなかった。そして、いずれの製品もタブレット形ではなかった。

### 電子書籍からの拡張

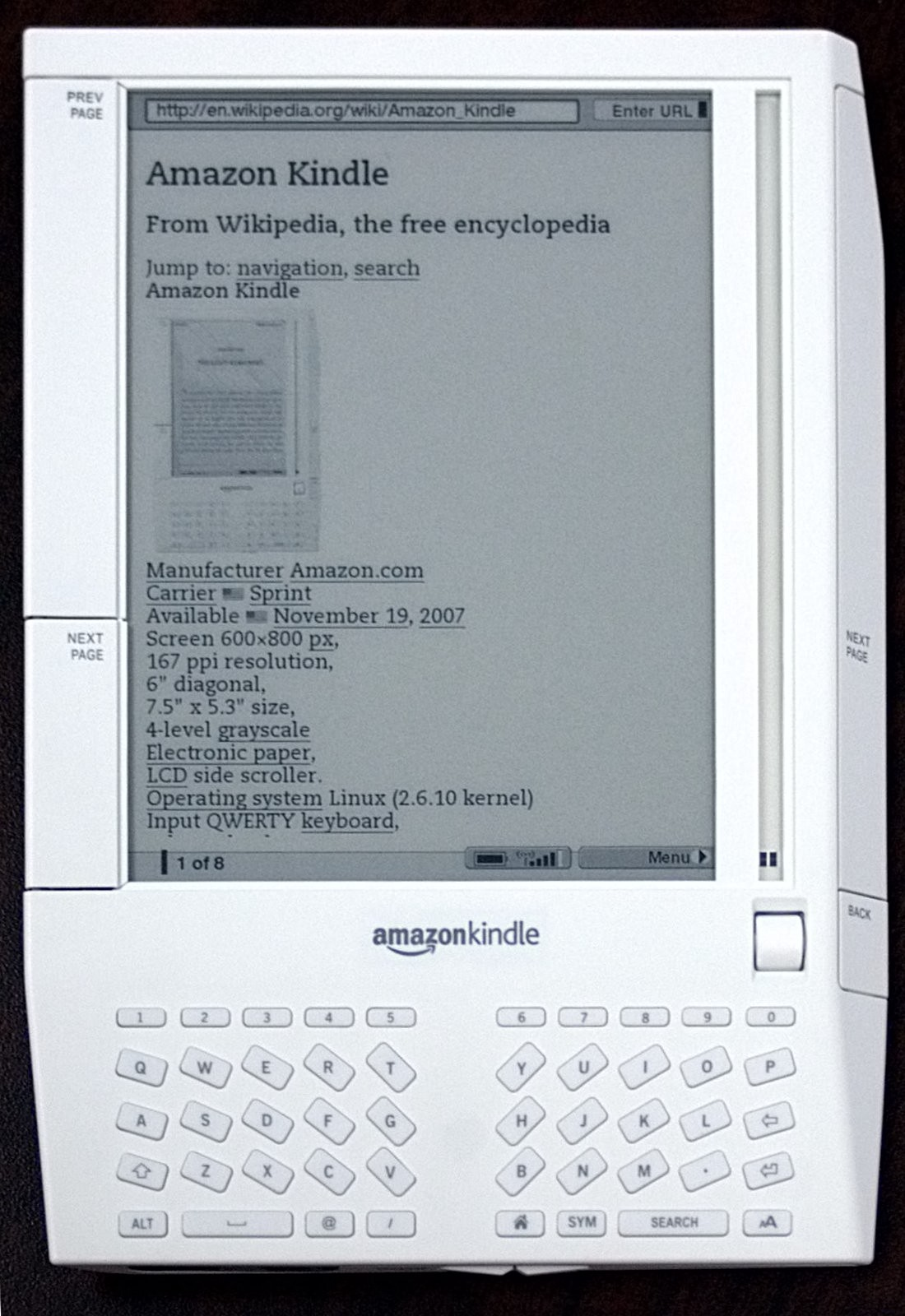
Amazon Kindle 1

電子書籍リーダーという製品カテゴリでは、2003年に松下電器産業のパナソニックシステムソリューションズが電子ブックプレーヤー「Σブック」を発売し、2004年にソニーがLIBRIeを発売。2007年にはAmazonがAmazon Kindle（Kindle・第一/第二世代）をリリースした。
これらは主に電子書籍データを閲覧するための装置であり、それ以外の機能は持たないか限定的であった。消費電力が少ないという利点があったが、画面はモノクロで、今日のタブレット型PCに比べ非常に狭い機能に特化していた。
2010年にはいり電子書籍の閲覧をメインとしながら機能を拡張した、第三世代Kindle（デジタルオーディオプレーヤーとして利用可能）やシャープのGALAPAGOSが発売され、これは後に汎用Android端末化した。

### スマートフォンからの拡張
2010年1月28日 、サンフランシスコで開かれた製品発表会でAppleのiPad（第一世代）が発表され、2010年4月3日にiPadのWifi版の販売が開始された。初代iPadは厚さ1.5cmほどで重さが680g、バッテリー駆動時間が10時間で、ウェブの閲覧、電子メールの送受信、写真の鑑賞と共有、ビデオや音楽の視聴、ゲーム、電子書籍の読書など様々な機能を使うことができるもので、おまけに499ドルというお手頃価格で提供され、爆発的な勢いで普及していった。
当初からAppleの公式ページでも宣伝されていたように、スマートフォンよりも大画面で、最初からウェブの閲覧、電子メールの送受信、写真の鑑賞と共有、ビデオや音楽の視聴、ゲーム、電子書籍の読書を楽しむためのアプリが搭載されており、AppleのiTunes Storeから様々なコンテンツ（楽曲、映画など）をダウンロードして楽しむことができ、さらにApp Storeでアプリを追加インストールして新たな機能を次々と追加できるという利便性が高い商品だった。

### タブレット元年

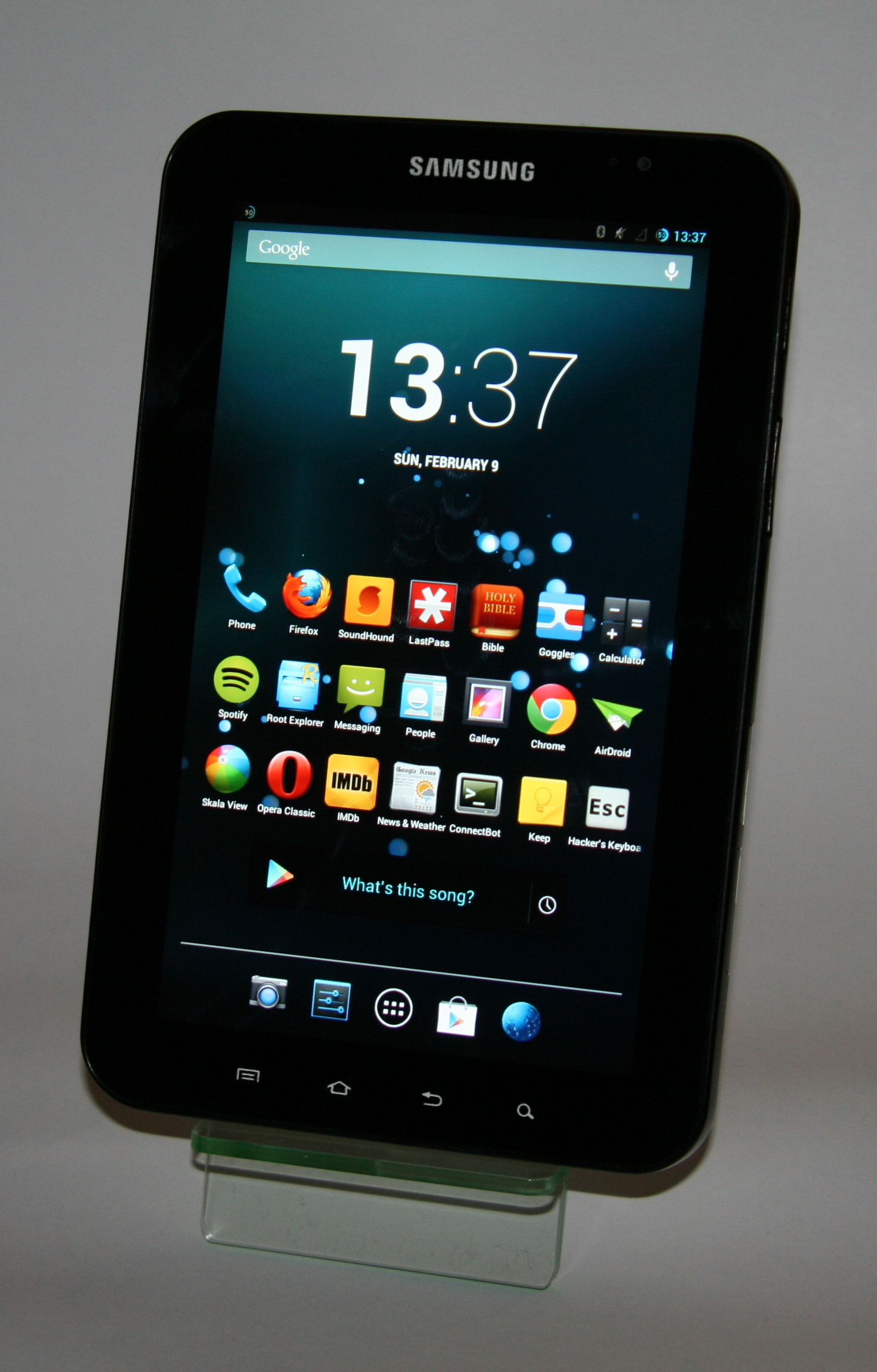
Samsung Galaxy Tab 7.0

iPadを追うように、2010年9月2日、Android OS搭載の、サムスンGalaxy Tab（en:Samsung Galaxy Tab 7.0）がベルリン開催のIFAの場で発表され、2010年11月5日に発売された。日本でも2010年11月26日には、Galaxy Tab「SC-01C」がドコモから発売された。またBlackBerry OSを搭載したタブレット型PCが相次いで発表、発売されるようになり、2011年には様々なメーカーからAndroidを搭載した製品（Android タブレット）もリリースされるようになり、同年は「タブレット端末元年」などとも呼ばれている。
2010年ごろから大量に売れたタブレット型PCは、比較的大きい画面を備え、様々な処理が可能であり、またソフトウェア的な拡張性も高い。板状の筐体の中に、コンピュータ本体、（5-10インチ程度の）ディスプレイや、入力機器としてのタッチパネル（それに加えていくつかのボタン）、スピーカーも内蔵され、直感的で操作しやすいインターフェイスを持ち、アプリケーション（アプリ）を必要に応じてユーザーが自由に追加インストールし、機能を追加できる。

### 普及の背景
iPadは発売後わずか1年で1500万台が売れた。パソコンの代わりにはならず必需品でもないタブレットがなぜそれほどに売れたのかについて、WIREDのライターのMatthew Guayは、タブレットが売れた理由を理解するには、電子レンジと比較するのがよいという。電子レンジはオーブンの後を引き継いだものだが、オーブンほど上手には調理できず、やはり必需品ではない（誰もが電子レンジを欲しがる理由もよくわからない）が、電子レンジは食べ物をオーブンよりも速く温めることができ（効率、スピード）、使うエネルギーも少なく（省エネ）、その結果、電子レンジは事実上どの家庭でも必需品となっている。また電子レンジを利用する新しい方法が次々と見つかるように、タブレットの新しい利用法も次々と見つかるのもその理由のひとつである。実際、NPD Group社が2010年に発表した調査によると、消費者がiPadを使って行なっていることの上位3位は、ネットサーフィン、電子メール、ゲームで、これは大方の予想通りであったが、さらに、ビデオを見る、電子書籍を読むなどにも利用されていた。NPD Group社は「これらの結果は、ほとんどの顧客は購入に満足しており、iPadを活用する方法をさらに発見しつつあることを示している」と分析した。WiredがTwitter上で非公式で行なった調査でも、ユーザの多数はウェブ閲覧、読書やニュースを読む、ソーシャルネットワーキングのためにタブレットを活用していたが、さらに、音楽の録音、詩作、教室での利用などもあった。
タブレットはすばやく使えるという利点もある。スリープ機能があり、スリープ状態から一瞬で復帰してすぐに使える。無線LAN（Wi-Fiなど）の通信機能を標準的に備え、ARMアーキテクチャを採用する機種では「バッテリーの持ちがよい」という利点もある。それらの諸性質からモバイルブロードバンドとの相性がよく、しばしばインセンティブ制度を導入しての価格を割り引いた販売もおこなわれた。

### 元年後

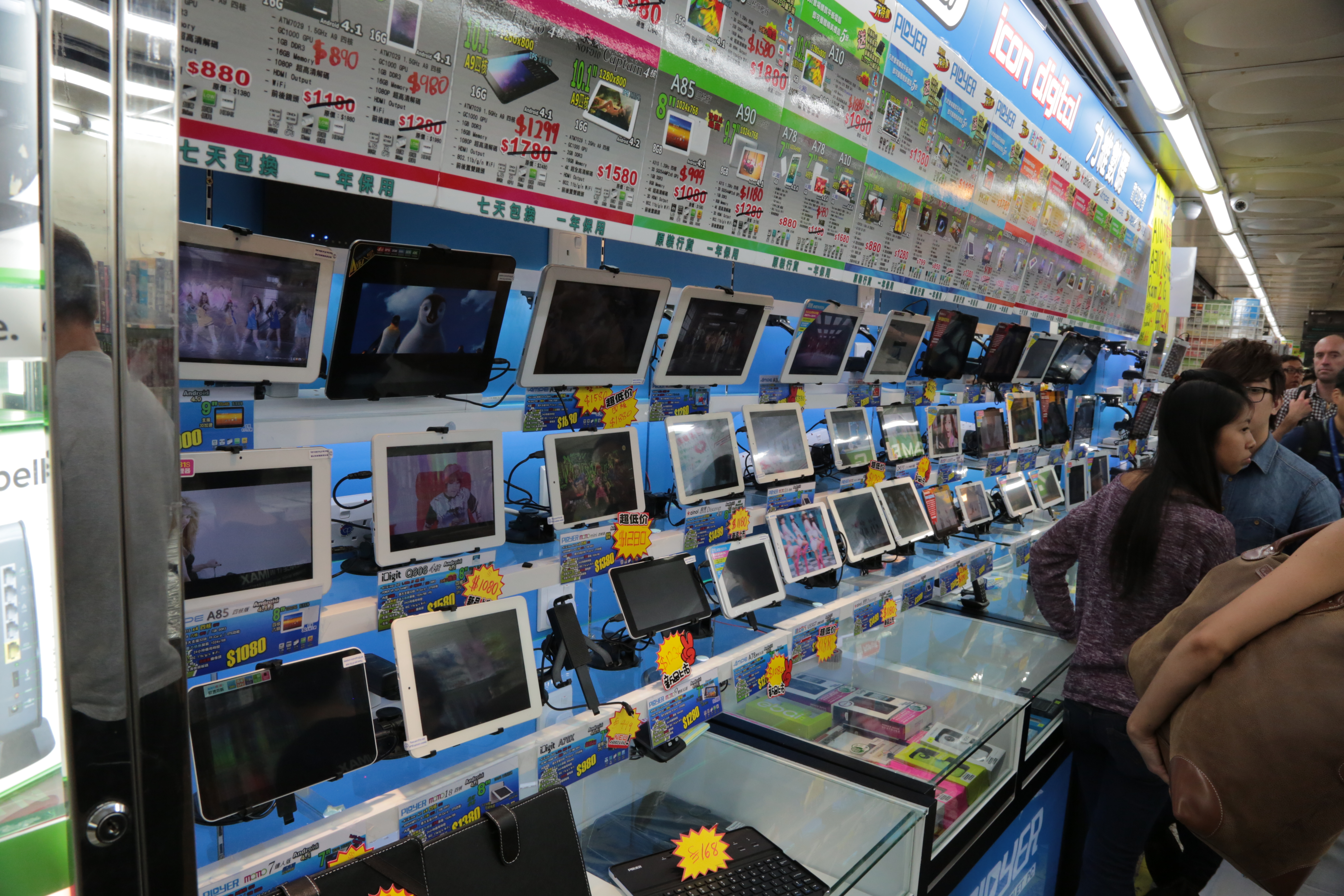
売り場に並ぶタブレット型PC（2013年、香港）

2012年以降にタブレット型PCと呼ばれたものは、2010年に発売され大成功となったiPad同様に、おしなべてWifiや3G・4Gなどでインターネットに接続でき、最初からウェブの閲覧、電子メールの送受信、写真の鑑賞と共有、ビデオや音楽の視聴、ゲームアプリなどが搭載されたもので、アプリのストア（iPadはApp Store、AndroidタブレットはGoogle Play）からアプリを追加インストールでき新たな機能を増やしてゆけるものであった。
タブレット型PCは爆発的に売れ、（2008年に爆発的な流行を見せた）ネットブックの市場、さらにはノートパソコンの市場も侵食した。
2016年時点では、ワンセグやフルセグ受信機能といったテレビ受像機の機能やおサイフケータイを含む様々な機能を追加した製品も発売され、スマートフォンを大型化してタブレット端末との境界が曖昧化したファブレットと呼ばれる製品も出回るようになった。
- Fujitsu ARROWS Tab（2011年）
- Googleの純正タブレット Nexus 7 (2012)
- Sony Xperia Tablet Z4（2015年）

## オペレーティングシステム
OSは主に以下のものがある。

### iPadOS
- iOS・iPadOS - Appleが開発した自社ハードウェア専用のOS。XNUカーネルやCocoa Touch、WebKitなどmacOSと共通するコンポーネントから構成されるが、UIは大きく異なり、バイナリ互換性はない。

### Android
- Android - Android社を買収したGoogleが開発しているOS。LinuxカーネルやWebKit、Dalvikと呼ぶ独自の仮想マシンなどで構成される。
- Fire OS - Androidの派生OS。amazonが開発しているOS。

### Windows
古くはWindows XP Tablet PC Editionが存在した。
2010年代に本格的な展開を開始した。マイクロソフトのSurfaceシリーズなどで採用されている。
一般的なパソコンでインストールされているWindowsと同じx64版に加え、Arm版が存在する。x64版はPC/AT互換機の延長にあるパーソナルコンピュータのアーキテクチャ上で動作する。当初は高密度実装などのコスト高から普及価格帯（ローエンド）に位置する基本性能のみ備えたノートパソコンに比べて高額（7万円程度から10万円以上）となっていた。マイクロソフトが2014年5月に一定の条件を満たした製品に対して「Windows 8.1 with Bing」のライセンスを無償提供することを発表してからは、Androidの中級機種と同等の価格で販売される製品も登場した。
Arm版は、Windows RT以降x64版と並行して発表されるようになった。操作性やデータに互換性はあるものの、アプリケーション実行環境としての互換性に制約があることから、シェアは非常に小さいものとなっている。

### HarmonyOS
- Huaweiが開発したOS。同OSを搭載したMatePadが市場に投入されている。

### 開発終了
- BlackBerry Tablet OS - 企業利用を念頭に、遠隔管理とアクセス、メッセージングに重点をおいたOS。2022年1月4日にサポート終了。

## 市場規模、販売台数、シェア
2010年代全範囲は同市場は急激な拡大の一途を辿ったが、一方で急成長と低価格競争から企業利益への悪影響も懸念された。
Androidタブレットは複数メーカーから似通った製品が幾つかの同じような価格帯でリリースされ、2013年第1四半期にiOSを追い抜いて最大シェアを得た。当時、Androidを搭載した機種では、低価格帯の機種（廉価版）と中級機種と高級機種（ハイエンド）とに分かれる傾向が生まれた。
2022年のタブレット型PCの全世界出荷台数は、1億6320万台だった。
日本でのシェアは2020年時点ではiPadが半分以上、残りの半分をAndroidとWindowsで分け合う形となっている。
| 順位 | 国籍           | メーカー       | シェア |
| ---- | -------------- | -------------- | ------ |
| 1位  | アメリカ合衆国 | Apple          | 53.3%  |
| 2位  | 中国 / 日本    | NECレノボ      | 13.8%  |
| 3位  | アメリカ合衆国 | マイクロソフト | 11.9%  |
| 4位  | アメリカ合衆国 | Amazon         | 03.1%  |